# Massís de l'Ardenya

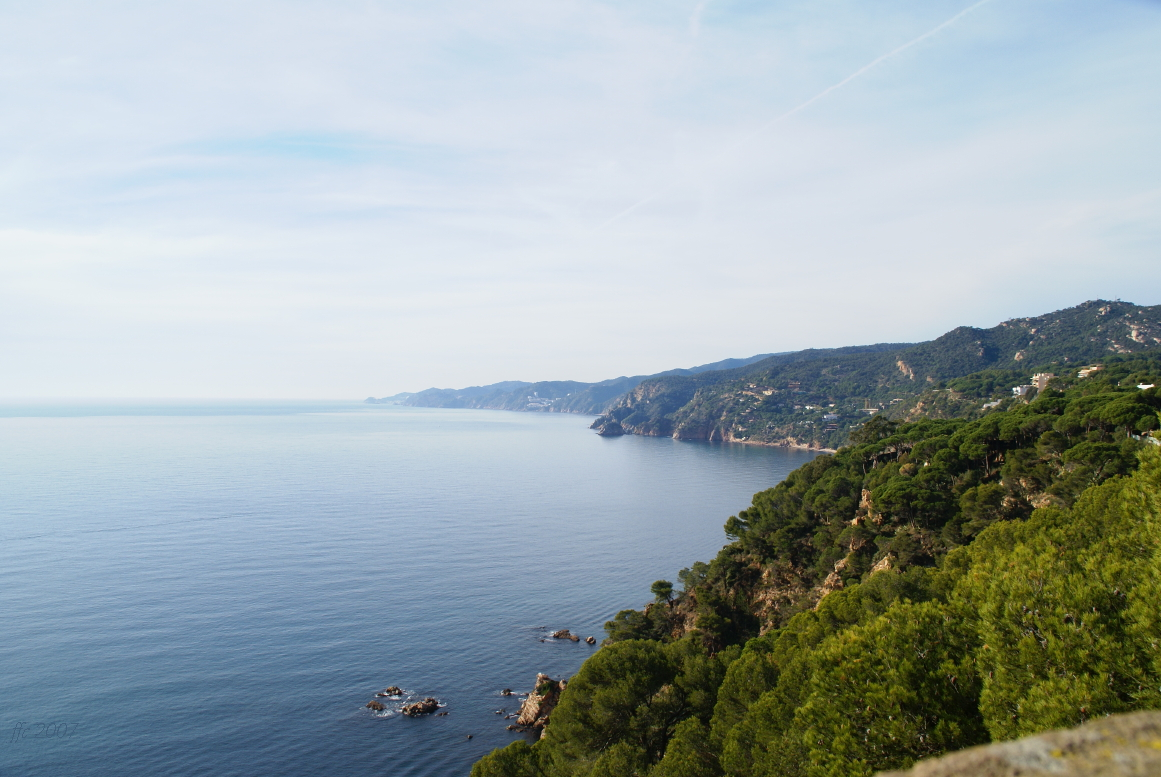
Vessants marítims del massís

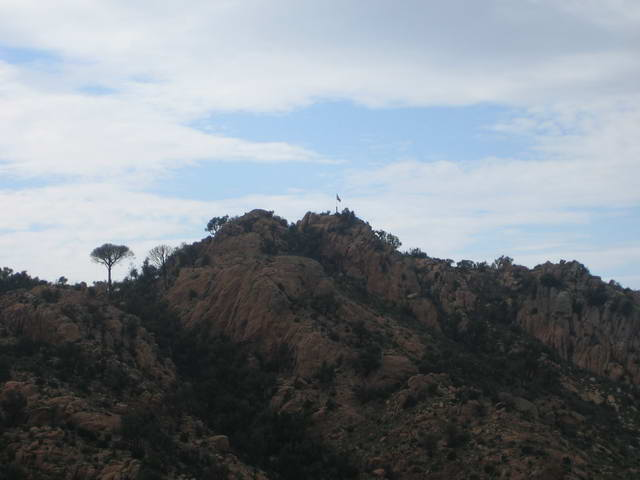
Puig de Cols o puig de les Cols (416,8 m)

El massís de l'Ardenya o serra de l'Ardenya, també anomenat "Massís de Cadiretes - l'Ardenya", és un conjunt de muntanyes situades a la zona litoral de les comarques de la Selva,el Gironès i el Baix Empordà, amb una elevació màxima de 518,7 metres. El 2004 es va aprovar la creació d'un PEIN (Pla d'Espais d'Interès Natural) de 7.740,15 hectàrees que comprèn gran part de les 8.552 hectàrees que ocupa el massís.
El sector selvatà de la Serralada Litoral Catalana comprèn un conjunt de turons poc enlairats, però que constitueixen una autèntica barrera entre la costa i la plana interior del fons de la depressió de la Selva.
La plana litoral i al·luvial de la Tordera separa dos conjunts orogràfics definits. Al nord de la Tordera destaca el Puig de les Cadiretes (518,7 m), just al límit de les comarques de la Selva i el Gironès, el Montagut (498,3 m), el Montllor (470,4 m), el puig de les Cols (416,8 m), el Montllor Petit (403,4 m), el puig de Sant Baldiri (401,5 m), el Montclar (401,1 m) i el Puig Nau (227,2 m). Aquestes muntanyes es troben dins dels termes municipals de Tossa de Mar, Santa Cristina d'Aro, Sant Feliu de Guíxols, Caldes de Malavella i Llagostera.
Al sud la serra de l'Ardenya limita amb l'extrem septentrional de la serra de Marina, a la banda meridional de la riera de Tossa. Al nord el massís de l'Ardenya limita amb el massís de les Gavarres.
Al seu extrem oriental, a la vora del mar, la serralada cau abruptament, formant penya-segats i cales al llarg de la costa entre Sant Feliu de Guíxols i Tossa de Mar.
El sector del litoral inspirà a Ferran Agulló per tal de batejar la Costa Brava.

## Medi físic
Cal assenyalar la singularitat geològica que representen algunes formacions característiques del massís de les Cadiretes, com els afloraments granítics d'excepció i els blocs granítics modelats pels agents erosius, que han donat formes molt curioses com les de Pedralta, formada per un gran bloc basculant.
Els carcaixells i doms de Solius s'han erosionat en forma de pans de sucre. La línia litoral d'aquest massís presenta també un notable interès amb biocenosis marines característiques dels trams de costa rocosa alta, fortament batuda, i d'aigües fondes i netes.
Els sistemes marins són representatius del sud de la Costa Brava, amb una influència molt atenuada del golf de Lleó, unes aigües encara fredes però amb molta menys matèria orgànica en suspensió i més transparència, la qual cosa facilita la dominància algal fins als 60 m de fondària.

## Biodiversitat
La funció principal dels espais naturals protegits de Catalunya és conservar mostres representatives de la fauna, la flora i els hàbitats propis del territori, de manera que es puguin desenvolupar els processos ecològics que donen lloc a la biodiversitat (l'àmplia varietat d'ecosistemes i éssers vius: animals, plantes, els seus hàbitats i els seus gens).
El massís de les Cadiretes és rellevant per la vegetació molt densa i compacta, constituïda sobretot per boscos de suros, però també alzines i pins a sobre d'un substrat clarament granític. Hem d'assenyalar la presència d'elements extramediterranis (eurosiberians i atlàntics) aportant un remarcable interès com a centre d'espècies de flora d'afinitats atlàntiques i l'existència de diverses espècies endèmiques i rares de Catalunya. En la línia litoral presenta biocenosis submarines característiques d'aquests trams de costa (com, per exemple, el grapissar).

### Vegetació i flora
El paisatge d'aquesta serralada, plenament mediterrani septentrional, se situa dins del domini de la sureda (Quercetum ilicis gallo-procinciale suberetosum) i el territori és ocupat en gran part per les brolles silicícoles (Cisto-Lavanduletea). El massís presenta un notable interès biogeogràfic i conté diverses particularitats tant florístiques com fitosociològiques (de les seves comunitats vegetals). Cal remarcar la presència d'àrees notables per la seva riquesa en espècies boreals, envoltades per una vegetació clarament mediterrània. Algunes espècies extramediterrànies com la Drosera rofundifolia, Potamogeton polygonifolius, Hypericum elodes i Sphagnum subnitens troben en aquesta zona les localitats més properes a la Mediterrània.
La influència centreeuropea i atlàntica també es reflecteix en els fondals i obacs humits, on hi ha boscos de ribera com les vernedes (Lamio-Alnetum), avellanoses, castanyedes i bosquines de llorers (Osmundo-Lauretum), entre altres formacions particulars. La presència d'aquests elements extramediterranis en aquest massís plenament mediterrani li atorga un remarcable interès com a centre relicte d'espècies d'afinitats atlàntiques que, temps enrere, devien ser àmpliament representades en aquestes contrades. Els petits pradells de teròfits (o plantes anuals) que apareixen a les clarianes de les brolles o petites cavitats humides temporalment (Helianthemlon guttati, Isoetion, Nanocyperion flavescentis) són rics en petites espècies interessants i força rares a Catalunya (Ophioglossum lusitanicum, Isoetes duriei, Cicendia filiformis, Cyperus flavescens…). També s'hi troben espècies mediterrànies endèmiques d'àrea més o menys reduïda (Teline linifolia, Iberis linifolia ssp. dunalii), que es troben a altres espais, com les Gavarres i el Montgrí, però que són força escasses.

### Fauna
La fauna terrestre és típicament mediterrània amb algunes comunitats de predadors ben estructurades, i es poden trobar ocells rapinyaires diürns com l'astor (Accipiter gentilis), l'esparver (Accipiter nisus), el duc (Bubo bubo), l'àguila marcenca (Circaetus gallicus), l'aligot (Buteo buteo), el falcó peregrí (Falco peregrinus) i el xoriguer comú (Falco tinnunculus). Pel que fa als mamífers carnívors, cal subratllar la geneta (Genetta genetta), la fagina (Martes foina), el teixó (Meles meles), la mostela (Mustela nivalis) i la guineu (Vulpes vulpes).
Cal esmentar que l'oreneta cua-rogenca (Cecropis daurica), així com el corb marí emplomallat (Phalacrocorax aristotelis), espècies força rares a Catalunya, crien en aquest Espai.
En els fons marins són de gran interès les formacions de grapissar i els blocs coral·lígens de fondària, ben diferents paisatgísticament dels que trobem a les illes Medes.

### Impactes i vulnerabilitat natural
Els principals impactes se centren en processos erosius i de degradació de la vegetació. D'altra banda, també tenen lloc espoliacions i degradació dels fons marins i del medi subaquàtic en general. Altres impactes són la sobrefreqüentació, per exemple a la tardor, per boletaires a la zona de cala Ametller. Hi ha algunes espècies introduïdes, com la tortuga de Florida (Trachemys scripta elegans), i també algunes plantacions forestals que acidifiquen el sòl, com l'eucaliptus (Eucalyptus sp.) o el pi de Monterrey (Pinus radiata).
Pel que fa a la vulnerabilitat natural, aquest Massís presenta comunitats vegetals que són altament inflamables. Paral·lelament, els medis marins bentònics són força sensibles a les alteracions i, quan són degradats, requereixen molt de temps per a recuperar-se (per exemple, els coral·lígens).

## Economia
Els usos que tenen lloc en aquest Espai són diversos. Per una banda s'hi duen a terme activitats silvícoles a les seves masses, que es combinen també amb els usos agrícoles de les zones més planeres. També hi tenen lloc les activitats cinegètiques i altres usos turístics i recreatius, com la pesca esportiva i professional al mar. L'Espai compta amb algunes carreteres i diversos vials forestals que el travessen i donen accés a masies i altres instal·lacions que es dispersen en el seu territori. Hi ha també algunes línies elèctriques.
- Catàleg d'utilitat pública: L'1,59% de la superfície figura en el Catàleg de forests d'utilitat pública (CUP) o té algun tipus de conveni amb ajuntaments o particulars.

Usos del sòl
- Boscos - 74,38%
- Espai marí - 21,19%
- Vegetació arbustiva i herbàcia - 2,61%
- Terres agrícoles i àrees antròpiques - 1,81%

## Llocs d'interès
- Al massís d'Ardenya hi ha jaciments arqueològics de l'època epipaleolítica, com el jaciment de Sant Benet.
- Sant Grau d'Ardenya, on hi ha un Sender de Petit Recorregut.
- Paradolmen de Pedra Sobre Altra
- Pedralta
- Paradolmen d'en Garcia
- Paradolmen de Ses Rates
- Sant Baldiri de Solius
- Castell de Montagut